# Вілсон Радж Перумал
Вілсон Радж Перумал (31 липня 1965) — ув'язнений за договірні матчі сінгапурський шахрай що пішов на співпрацю зі слідством щодо корупції у футболі.

## Твори
- Wilson Raj Perumal, Alessandro Righi, Emanuele Piano: «Kelong Kings: Confessions of the world's most prolific match-fixer» Budapest, 2014, 467 ст. ISBN 978-963-08-9123-3